# هفتاد و هفتمین مراسم گلدن گلوب
هفتاد و هفتمین مراسم گلدن گلوب به افتخار بهترین فیلم‌ها و مجموعه‌های تلویزیونی نمایش‌داده‌شده در سال ۲۰۱۹ میلادی به انتخاب انجمن مطبوعات خارجی هالیوود در تاریخ ۵ ژانویه ۲۰۲۰ در هتل بورلی هیلتون برگزار شد. این مراسم در آمریکا زنده از شبکه ان‌بی‌سی پخش شد. مجری این مراسم برای پنجمین بار ریکی جرویز بود.
نامزدها در نهم دسامبر ۲۰۱۹ از سوی تیم آلن، داکوتا فانینگ و سوزان کلچی واتسون اعلام شدند.

## زمان‌بندی
| تاریخ                  | رخداد                                       |
| ---------------------- | ------------------------------------------- |
| پنجشنبه ۱۹ دسامبر ۲۰۱۹ | ارسال برگه آرا به اعضای انجمن مطبوعات خارجی |
| دوشنبه ۳۰ دسامبر ۲۰۱۹  | آخرین مهلت دریافت آرا                       |
| یکشنبه ۵ ژانویه ۲۰۲۰   | برگزاری هفتاد و هفتمین مراسم گلدن گلوب      |

## نامزدها

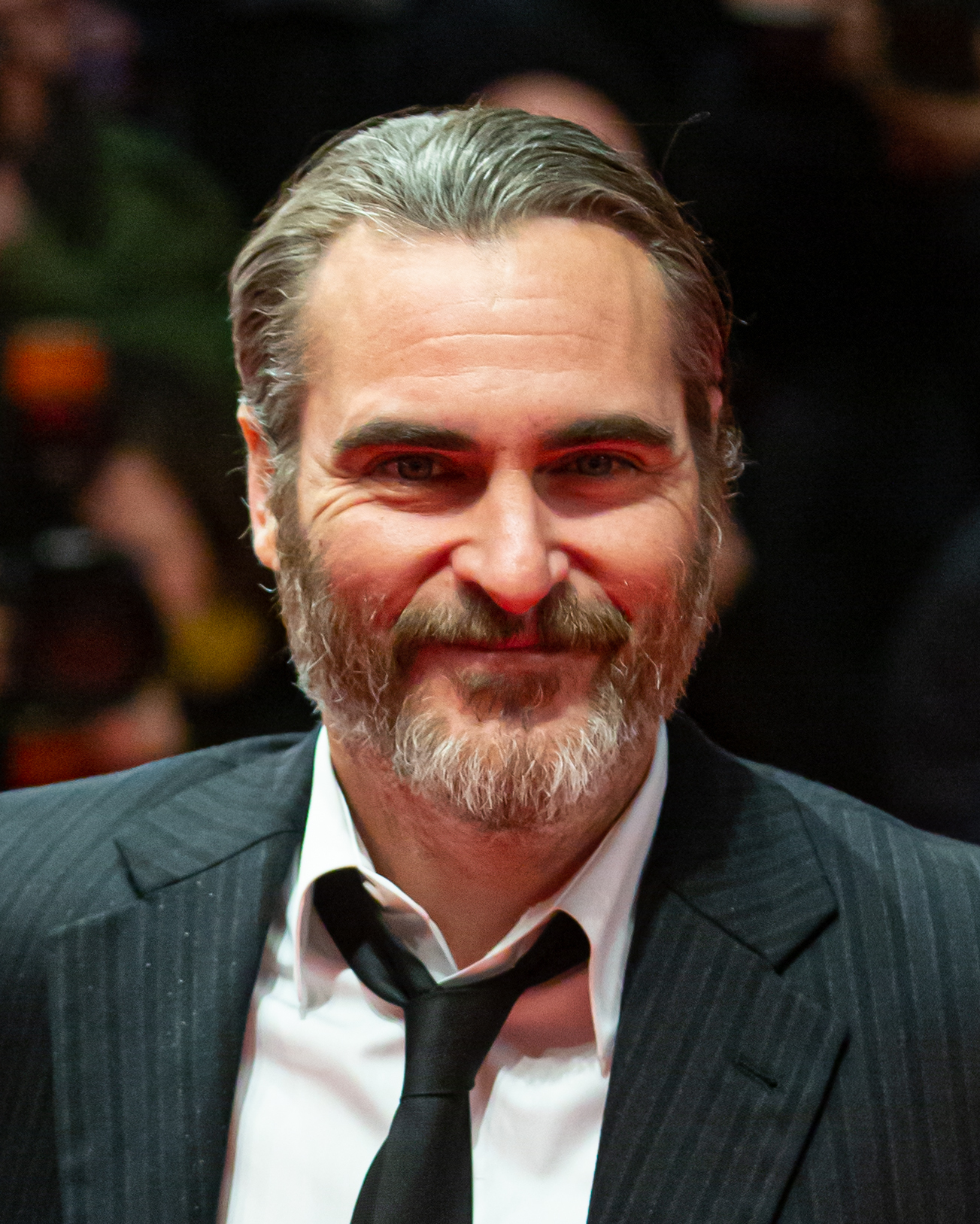
واکین فینیکس بهترین بازیگر نقش اول مرد فیلم درام

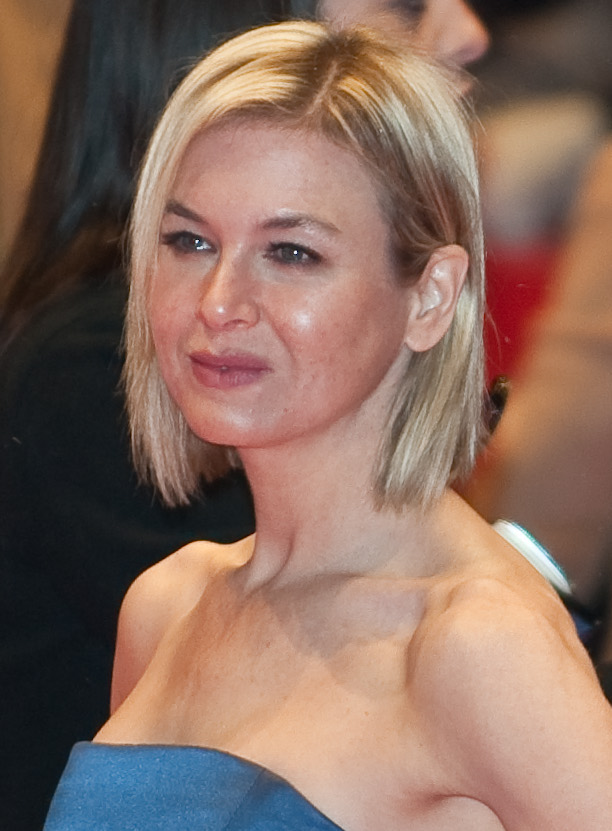
رنی زلوگر بهترین بازیگر نقش اول زن فیلم درام

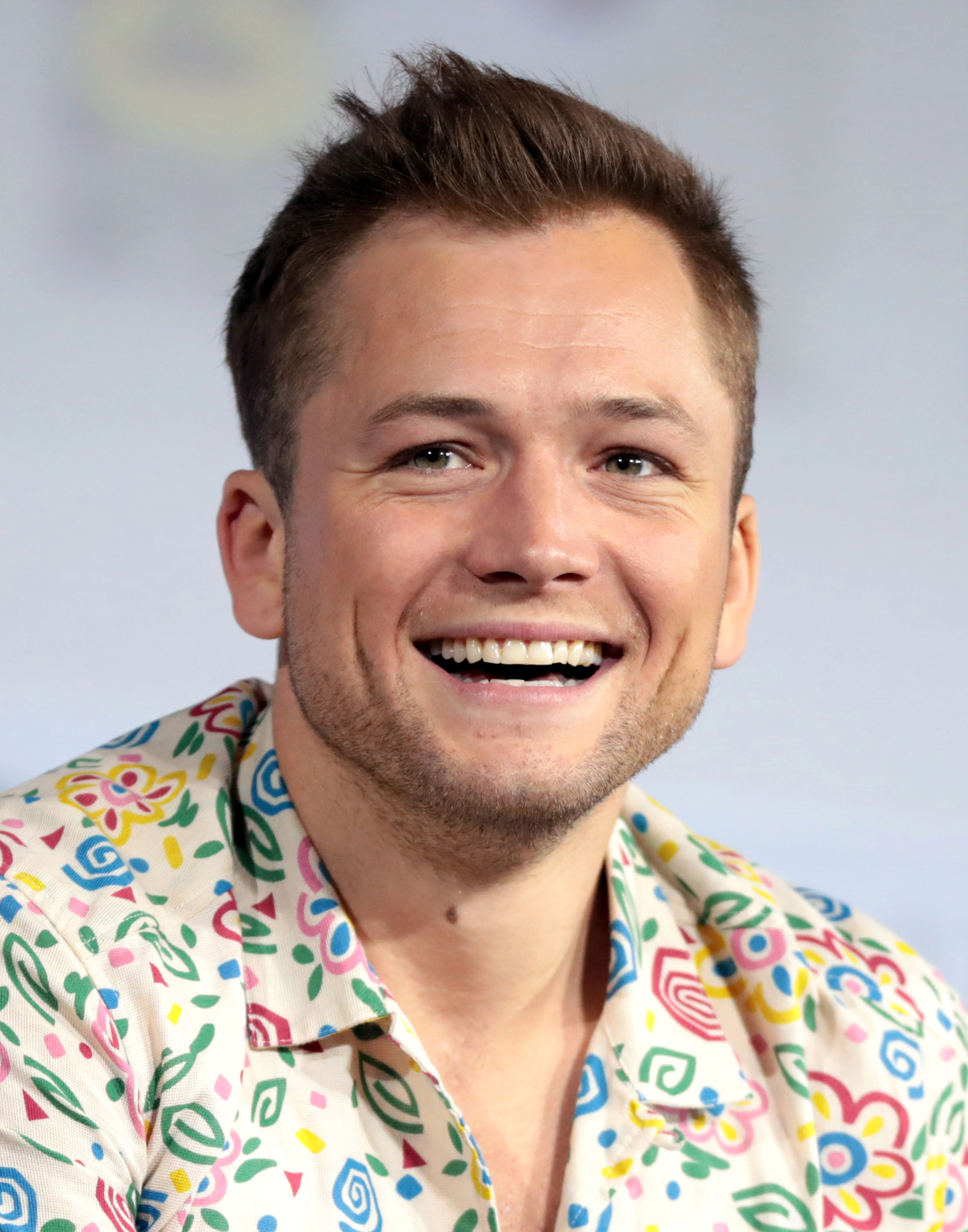
تارون اجرتون بهترین بازیگر نقش اول مرد فیلم موزیکال یا کمدی

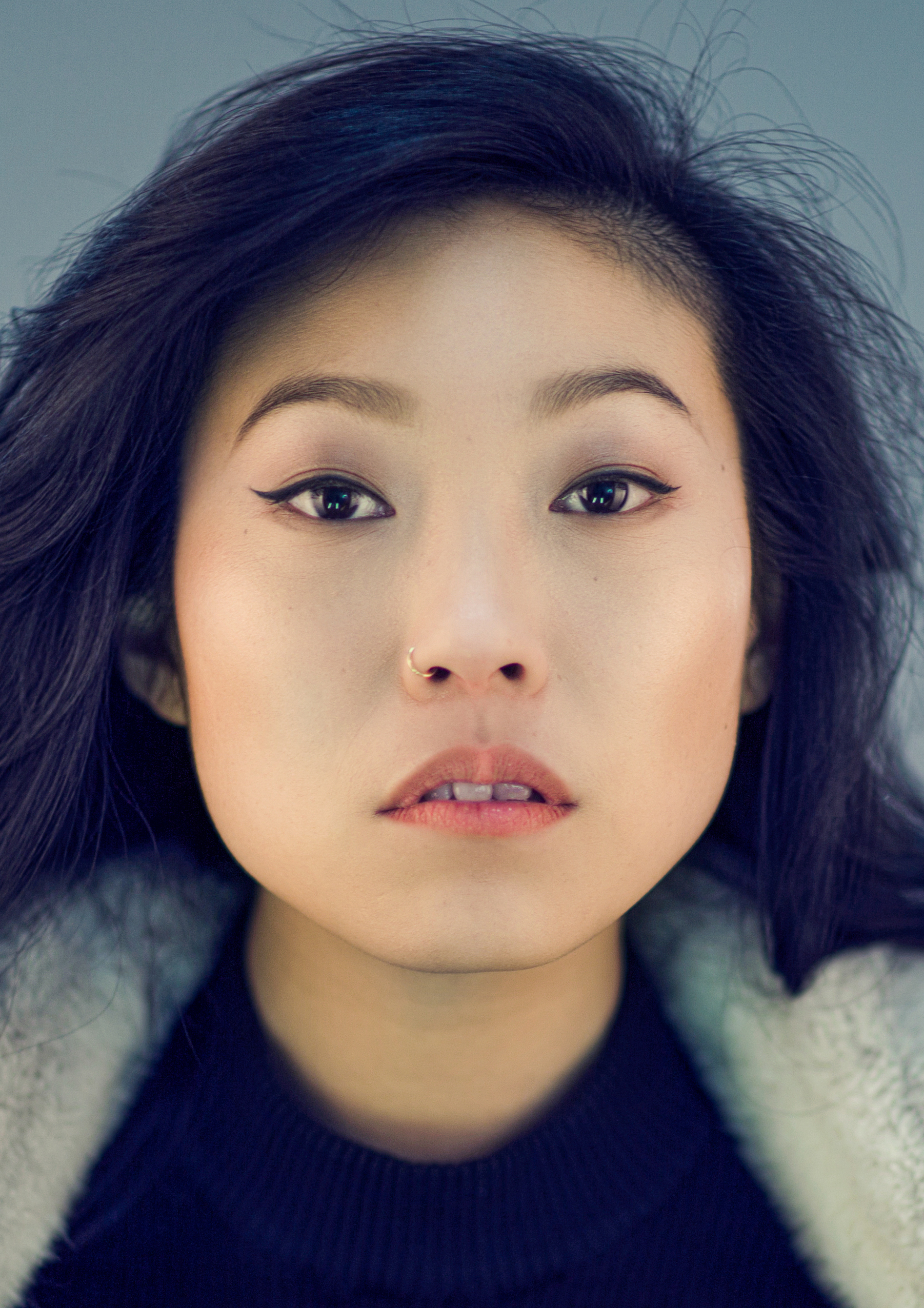
آکوافینا (بازیگر) بهترین بازیگر نقش اول زن فیلم موزیکال یا کمدی

### فیلم
| بهترین فیلم | بهترین فیلم |
| درام | موزیکال یا کمدی |
| --- | --- |
| - ۱۹۱۷ - مرد ایرلندی - جوکر - داستان ازدواج - دو پاپ | - روزی روزگاری در هالیوود - دولمایت اسم من است - خرگوش جوجو - چاقوکشی - راکت‌من |
| بهترین بازیگر – درام | |
| بهترین بازیگر مرد | بهترین بازیگر زن |
| - واکین فینیکس – جوکر در نقش جوکر - کریستین بیل – فورد در برابر فراری در نقش کن مایلز - آنتونیو باندراس – درد و شکوه در نقش سالوادور مالو - آدام درایور – داستان ازدواج در نقش چارلی باربر - جاناتان پرایس – دو پاپ در نقش پاپ فرانسیس                  | - رنی زلوگر – جودی در نقش جودی گارلند - سینتیا اریوو – هریت در نقش هریت تابمن - اسکارلت جوهانسون – داستان ازدواج در نقش نیکول باربر - سورشا رونان – زنان کوچک در نقش جو مارچ - شارلیز ترون – بمب‌شل در نقش میگن کلی                                                                                                |
| بهترین بازیگر – موزیکال یا کمدی | |
| بهترین بازیگر مرد | بهترین بازیگر زن |
| - تارون اجرتون – راکت‌من در نقش التون جان - دنیل کریگ – چاقوکشی در نقش بنوئه بلان - رومن گریفین دیویس – خرگوش جوجو در نقش جوجو بتسلر - لئوناردو دی‌کاپریو – روزی روزگاری در هالیوود در نقش ریک دالتون - ادی مورفی – دولمایت اسم من است در نقش رودی ری مور | - آکوافینا – وداع در نقش بیلی وانگ - آنا د آرماس – چاقوکشی در نقش مارتا کابررا - کیت بلانشت – کجا رفتی برنادت در نقش برنادت فاکس - بنی فلداستین – بوک اسمارت در نقش مالی دیویدسون - اما تامپسون – آخر شب در نقش کاترین نیوبری                                                                                     |
| بهترین بازیگر نقش مکمل | |
| بهترین بازیگر نقش مکمل مرد | بهترین بازیگر نقش مکمل زن |
| - برد پیت – روزی روزگاری در هالیوود در نقش کلیف بوث - تام هنکس – روزی زیبا در محله در نقش فرد راجرز - آنتونی هاپکینز – دو پاپ در نقش بندیکت شانزدهم - آل پاچینو – مرد ایرلندی در نقش جیمی هوفا - جو پشی – مرد ایرلندی در نقش راسل بوفالینو              | - لورا درن – داستان ازدواج در نقش نورا فنشاو - کتی بیتس – ریچارد جول در نقش باربارا "بوبی" جول - آنت بنینگ – گزارش در نقش داین فاینستاین - جنیفر لوپز – شیادان در نقش رومن وگا - مارگو رابی – بمب‌شل در نقش کایلا پاسپیسیل                                                                                         |
| دیگر | |
| بهترین کارگردانی | بهترین فیلم‌نامه |
| - سم مندس – ۱۹۱۷ - بونگ جون-هو – انگل - تاد فلیپس – جوکر - مارتین اسکورسیزی – مرد ایرلندی - کوئنتین تارانتینو – روزی روزگاری در هالیوود | - کوئنتین تارانتینو – روزی روزگاری در هالیوود - نوآ بامباک – داستان ازدواج - بونگ جون-هو و هان جین-وون – انگل - آنتونی مک‌کارتن – دو پاپ - استیون زایلیان – مرد ایرلندی |
| بهترین موسیقی | بهترین ترانه غیراقتباسی |
| - هیلدور گودنادوتیر – جوکر - الکساندر دسپلا – زنان کوچک - رندی نیومن – داستان ازدواج - توماس نیومن – ۱۹۱۷ - دانیل پمبرتن – بروکلین بی‌مادر | - "(من می‌خوام..) دوباره دوستم داشته باش" (التون جان، برنی تاپین) – راکت‌من - "اشباح زیبا" (اندرو لوید وبر، تیلور سوئیفت) – گربه‌ها - "به‌سوی ناشناخته" (کریستن اندرسون-لوپز، رابرت لوپز) – منجمد ۲ - "اسپیریت" (بیانسه، تیموتی مکنزی، ایلیا سلمان‌زاده) – شیرشاه - "بلند شو" (جاشوا برین کمپبل، سینتیا اروینو) – هریت |
| بهترین پویانمایی | بهترین فیلم خارجی‌زبان |
| - حلقه گمشده - منجمد ۲ - چگونه اژدهای خود را تربیت کنیم: دنیای پنهان - شیرشاه - داستان اسباب‌بازی ۴ | - انگل (کره جنوبی، کره‌ای) - وداع (ایالات متحده آمریکا، ماندارین) - بینوایان (فرانسه، فرانسوی) - درد و شکوه (اسپانیا، اسپانیایی) - پرتره یک بانو در آتش (فرانسه، فرانسوی) |

### فیلم‌های با چند نامزدی
فیلم‌های زیر پر چند بخش نامزد جایزه شده‌اند:
| نامزدی‌ها | فیلم‌ها                  |
| -------- | ----------------------- |
| ۶        | داستان ازدواج           |
| ۵        | مرد ایرلندی             |
| ۵        | روزی روزگاری در هالیوود |
| ۴        | جوکر                    |
| ۴        | دو پاپ                  |
| ۳        | ۱۹۱۷                    |
| ۳        | چاقوکشی                 |
| ۳        | انگل                    |
| ۳        | راکت‌من                  |
| ۲        | بمب‌شل                   |
| ۲        | دولمایت اسم من است      |
| ۲        | وداع                    |
| ۲        | منجمد ۲                 |
| ۲        | هریت                    |
| ۲        | خرگوش جوجو              |
| ۲        | شیرشاه                  |
| ۲        | زنان کوچک               |
| ۲        | درد و شکوه              |

### فیلم‌های با چند جایزه
| تعداد جوایز | نام فیلم                |
| ----------- | ----------------------- |
| ۳           | روزی روزگاری در هالیوود |
| ۲           | ۱۹۱۷                    |
| ۲           | جوکر                    |
| ۲           | راکت‌من                  |

### تلویزیون
| بهترین مجموعه تلویزیونی | بهترین مجموعه تلویزیونی |
| درام | کمدی یا موزیکال |
| --- | --- |
| - وراثت - دروغ‌های کوچک بزرگ - تاج - کشتن ایو - برنامه صبحگاهی | - فلیبگ - بری - روش کامینسکی - خانم میزل شگفت‌انگیز - سیاستمدار |
| بهترین بازیگر مجموعه تلویزیونی – درام | |
| بهترین بازیگر مرد درام | بهترین بازیگر زن درام |
| - برایان کاکس – وراثت در نقش لوگان روی - کیت هرینگتون – بازی تاج‌وتخت در نقش جان اسنو - رامی ملک – آقای ربات در نقش الیوت الدرسون - توبیاس منزیس – تاج در نقش شاهزاده فیلیپ، دوک ادینبرو - بیلی پورتر – ژست در نقش پری تل                                               | - الیویا کلمن – تاج در نقش الیزابت دوم - جنیفر آنیستون – برنامه صبحگاهی در نقش الکس لیوی - جودی کومر – کشتن ایو در نقش اوکسانا استانکوا/ ویلانل - نیکول کیدمن – دروغ‌های کوچک بزرگ در نقش سلست رایت - ریس ویترسپون – برنامه صبحگاهی در نقش بردلی جکسن                           |
| بهترین بازیگر مجموعه تلویزیونی – موزیکال یا درام | |
| بهترین بازیگر مرد موزیکال یا کمدی | بهترین بازیگر زن موزیکال یا کمدی |
| - رامی یوسف – رامی (مجموعه تلویزیونی) در نقش رامی حسن - مایکل داگلاس – روش کامینسکی در نقش سندی کامینسکی - بیل هیدر – بری در نقش بری برکمن/ بری بلاک - بن پلت – سیاستمدار در نقش پایتون هوبرت - پل راد – زندگی با خود در نقش مایلز الیوت/ نسخه شبیه‌سازی‌شده مایلز الیوت | - فیبی والر-بریج – فلیبگ در نقش فلیبگ - کریستینا اپل‌گیت – مرده از نظر من در نقش جن هاردینگ - ریچل بروزناهان – خانم میزل شگفت‌انگیز در نقش میریام "میچ" میزل - کیرستن دانست – درباره خداشدن در مرکز فلوریدا در نقش کریستال استابز - ناتاشا لیون – عروسک روسی در نقش نادیا وولوکو |
| بهترین بازیگر مجموعه تلویزیونی کوتاه یا فیلم تلویزیونی | |
| بهترین بازیگر مرد | بهترین بازیگر زن |
| - راسل کرو – بلندترین صدا در نقش راجر ایلز - کریستوفر ابوت – تبصره۲۲ در نقش کاپیتان جان یوساریان - ساشا بارون کوهن – جاسوس در نقش الی کوهن - جرد هریس – چرنوبیل در نقش والری لگاسف - سم راکول – فاسی/وردون در نقش باب فاسی                                             | - میشل ویلیامز – فاسی/وردون در نقش گوئن وردون - کیتلین دیور – باورنکردنی در نقش ماری ادلر - جوئی کینگ – تظاهر در نقش جیپسی رز بلانچارد - هلن میرن – کاترین کبیر در نقش کاترین دوم روسیه - مریت ویور – باورنکردنی در نقش کاراگاه کارن دوال                                      |
| بهترین بازیگر نقش مکمل مجموعه تلویزیونی کوتاه یا فیلم تلویزیونی | |
| بهترین بازیگر نقش مکمل مرد | بهترین بازیگر نقش مکمل زن |
| - استلان اسکارشگورد – چرنوبیل در نقش بوریس شربینا - آلن آرکین – روش کامینسکی در نقش نورمن نیولندر - کیرن کالکین – وراثت در نقش رومن روی - اندرو اسکات – فلیبگ در نقش کشیش سکسی - هنری وینکلر – بری در نقش جین کوزینو                                                   | - پاتریشا آرکت – تظاهر در نقش دی دی بلانچارد - هلنا بونهام کارتر – تاج در نقش شاهدخت مارگارت - تونی کولت – باورنکردنی در نقش کاراگاه گریس راسموسن - مریل استریپ – دروغ‌های کوچک بزرگ در نقش مری لوئیس رایت - امیلی واتسون – چرنوبیل در نقش اولانا خومیوک                        |
| بهترین مجموعه تلویزیونی کوتاه یا فیلم تلویزیونی | |
| - چرنوبیل - تبصره۲۲ - فاسی/وردون - بلندترین صدا - باورنکردنی | |

### مجموعه‌های با چند نامزدی
مجموعه‌های تلویزیونی زیر در چند بخش نامزد جایزه شده‌اند:
| نامزدی‌ها | مجموعه‌ها            |
| -------- | ------------------- |
| ۴        | چرنوبیل             |
| ۴        | تاج                 |
| ۴        | باورنکردنی          |
| ۳        | بری                 |
| ۳        | دروغ‌های کوچک بزرگ   |
| ۳        | فلیبگ               |
| ۳        | فاسی/وردون          |
| ۳        | روش کامینسکی        |
| ۳        | برنامه صبحگاهی      |
| ۳        | وراثت               |
| ۲        | تظاهر               |
| ۲        | تبصره۲۲             |
| ۲        | کشتن ایو            |
| ۲        | بلندترین صدا        |
| ۲        | خانم میزل شگفت‌انگیز |
| ۲        | سیاستمدار           |

### مجموعه‌های با چند جایزه
| تعداد جایزه | نام مجموعه |
| ----------- | ---------- |
| ۲           | وراثت      |
| ۲           | فلیبگ      |
| ۲           | چرنوبیل    |

### جایزه سیسیل بی دمیل
جایزه گلدن گلوب سیسیل بی دمیل جایزه‌ای افتخاری است که برای کمک‌های قابل توجه به دنیای سرگرمی اهدا می‌شود. این جایزه به افتخاراتی اهدا می‌شود که در صنعت فیلم‌سازی جایگاه مهمی را کسب کرده‌اند و به یاد اولین دریافت‌کننده آن، سسیل بی دمیل نامگذاری شده‌است.
- تام هنکس[۵]

### جایزه کارول برنت
جایزه کارول برنت یک جایزه افتخاری است که به خاطر کمک‌های برجسته و ماندگار در تلویزیون چه روی صفحه نمایش چه پشت صحنه اهدا می‌شود. این جایزه به افتخار اولین دریافت‌کننده آن، کارول برنت نامگذاری شده‌است.
- الن دی‌جنرس[۶]